# هاري إيدن
هاري إيدن (بالإنجليزية: Harry Eden)‏ هو لاعب دوري الرغبي أسترالي، ولد في 23 مايو 1943، وتوفي في 14 ديسمبر 2006 في كوغارة ‏ في أستراليا بسبب سرطان.